# Taz in Escape from Mars
Taz in Escape from Mars é um jogo da Sega lançado em 1994 para Genesis e Mega Drive, estrelando Taz, o demônio-da-tasmânia dos Looney Tunes.

## História
Olhando em seu livro as criaturas da Terra e encontrar o demônio da Tasmânia, Marvin, o Marciano tem a ideia de capturar Taz para seu jardim zoológico. Ele dirige para a Terra, abduz Taz-se em seu disco voador, e o leva para seu zoológico de Marte. Taz consegue escapar. Depois de fazer o caminho de volta para a Terra, Taz volta a Marte e visita a casa de Marvin para encontrar e derrotá-lo. Depois, Taz rouba uma nave espacial e dirige-lo para a Terra. O jogo termina quando o diabo come uma pilha de frutas no caminho de casa e foi embora girando por todo o caminho.

## Jogatina
Taz pula, gira, vira interruptores e pega itens. Ao girar e colidir com um inimigo, Taz pode derrotar seus inimigos e cavar o chão. Ele começa com 12 pontos de vida. Se ele tocar um inimigo quando não gira, ele perde um ponto de vida. Alguns inimigos, como a mosca ou soldado armado (na fase do castelo assombrado) não podem ser derrotado pelo giro, mas apenas por pedras ou a chama. Outros, como Eufrazino, não podem ser derrotados em tudo.